# NGC 1398

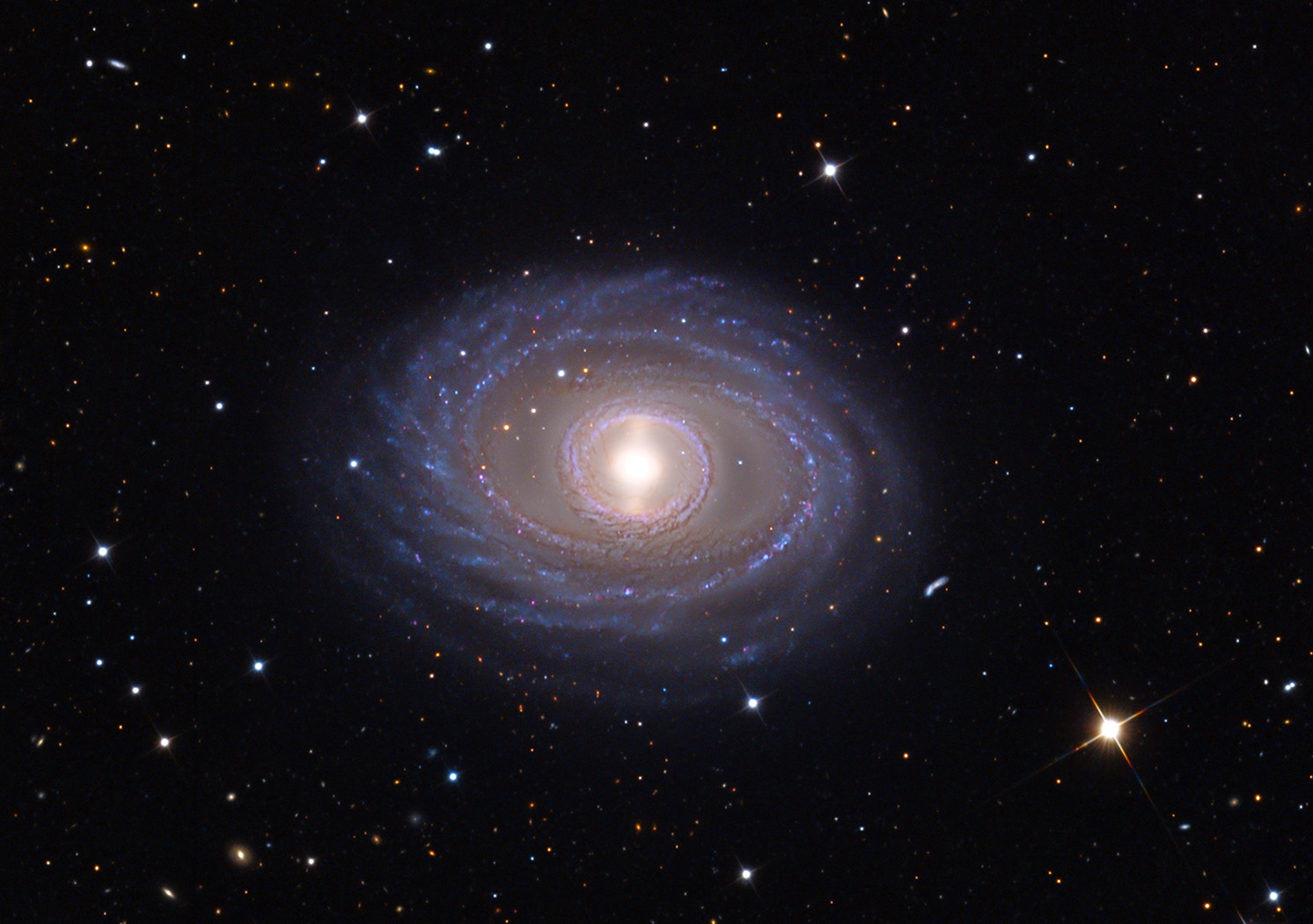
萊蒙山天文台拍攝的NGC 1398可見光影像

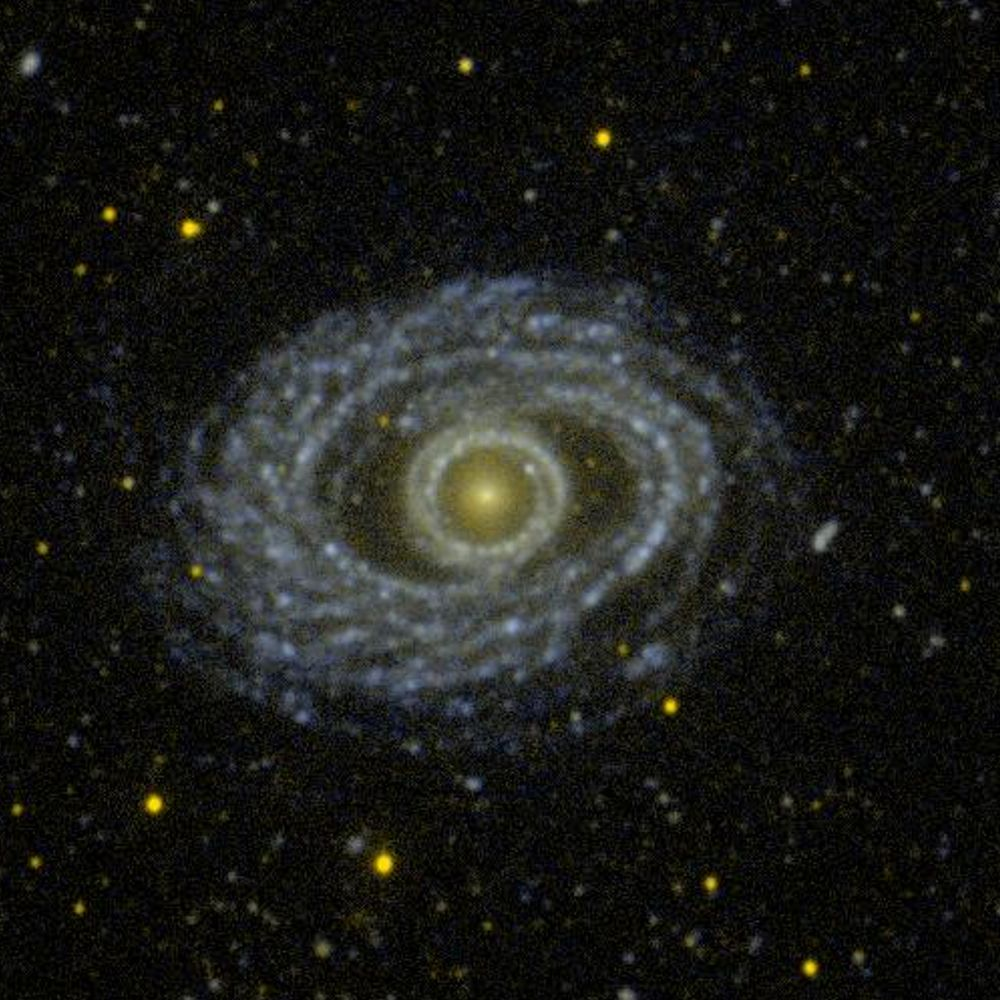
星系演化探測器拍攝的NGC 1398紫外線影像

NGC 1398是天炉座的一個棒旋星系。該星系擁有雙環狀結構，距離地球約6500萬光年。

## 概要
NGC 1398的直徑為稍大於銀河系的13.5萬光年，內部恆星數量估計超過1千億。該星系於1868年12月17日由德國天文學家弗里德里希·奧古斯特·特奧多爾·溫尼克在卡尔斯鲁厄發現，當時他正在尋找彗星。